# Vysoká (Boemia centrale)
Vysoká è un comune della Repubblica Ceca facente parte del distretto di Mělník, in Boemia Centrale.